# スタディオン・マグウォハルジョ
スタディオン・マグウォハルジョ（インドネシア語: Stadion Maguwoharjo）は、インドネシア・ジョグジャカルタ特別州スレマン県にあるサッカースタジアムである。収容人数は3万1700人で、インドネシアのサン・シーロと呼ばれる。

## 歴史

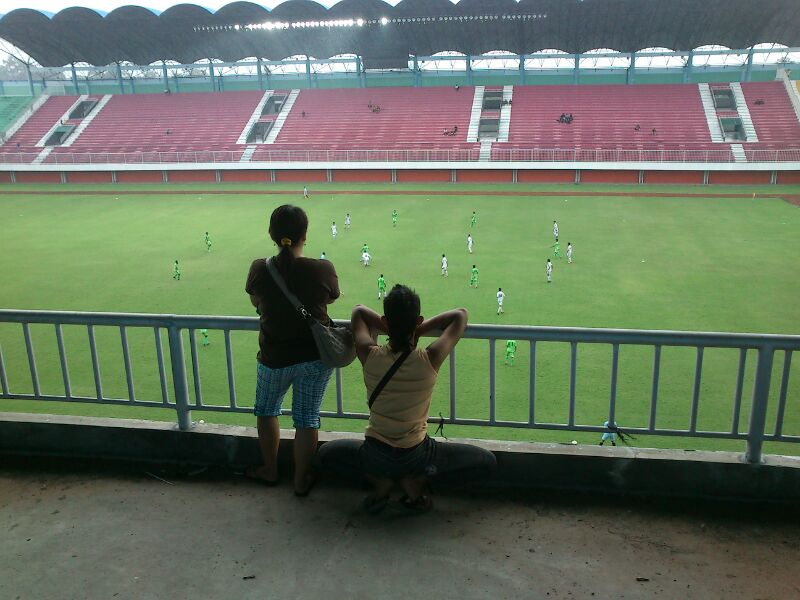
スタジアム内部

2005年から2007年にかけてスレマン県によってアジスチプト国際空港から9kmの地点に建設された。開業後は主にPSSスレマンの本拠地として使用されている。
2014年9月9日のインドネシア代表対イエメン代表の親善試合を皮切りに、代表の試合も行われるようになった。